# 162166 Mantsch
162166 Mantsch este un asteroid din centura principală de asteroizi.

## Descriere
162166 Mantsch este un asteroid din centura principală de asteroizi. A fost descoperit pe 20 martie 1999 la Apache Point Observatory în cadrul programului Sloan Digital Sky Survey. Asteroidul prezintă o orbită caracterizată de o semiaxă mare de 2,33 ua, o excentricitate de 0,08 și o înclinație de 10,5° în raport cu ecliptica.